# L'Histoire de Nastagio degli Onesti (premier épisode)

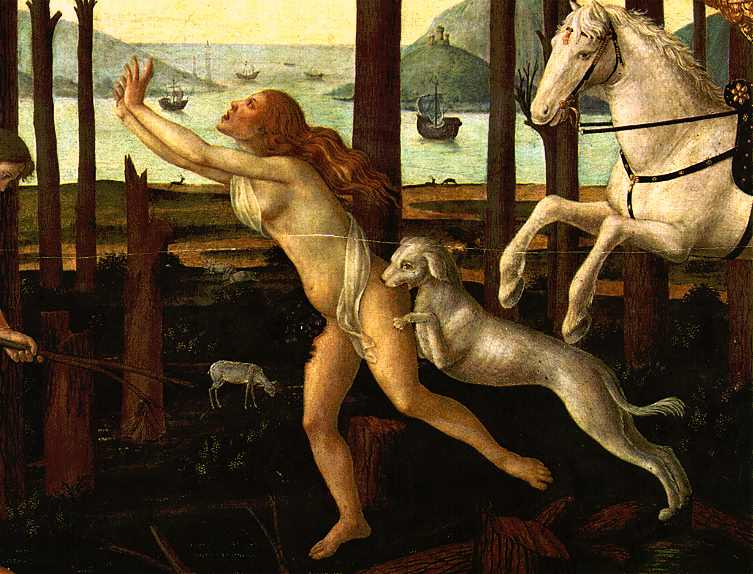
Détail

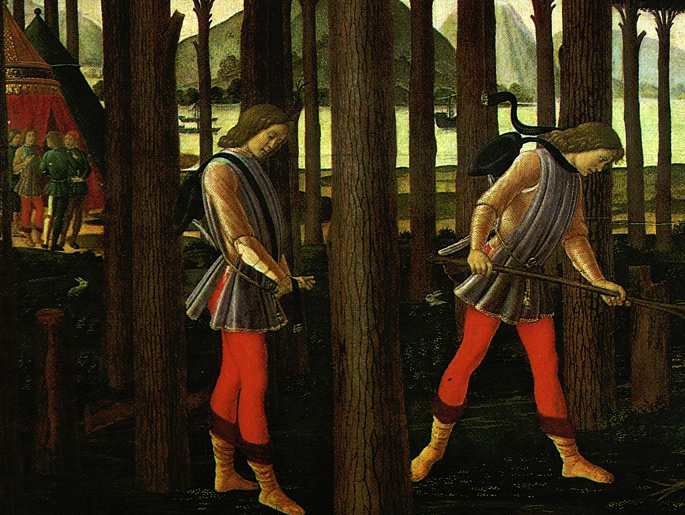
Détail

Le premier épisode de L'Histoire de Nastagio degli Onesti (en italien : Nastagio degli Onesti, primo episodio) est une peinture à tempera sur bois  (83 × 138 cm) de Sandro Botticelli, datée de 1483 et conservée au Musée du Prado à Madrid.

## Historique
Le tableau fait partie d'une série de quatre panneaux probablement destinés à la tête d'un lit nuptial ou à la décoration pour un cassone,  sur commande de Laurent le Magnifique afin de faire un cadeau nuptial à Giannozzo Pucci  et Lucrezia Bini, les deux armoiries familiales apparaissant dans le cadre : les quatre tableaux se trouvent pour trois d'entre eux au Prado de Madrid et un au Palazzo Pucci de Florence.  
Les quatre panneaux restèrent à Florence dans le palais de la famille Pucci jusqu'en 1868, année de leur vente. Par la suite ils passèrent dans diverses collections et, en 1929, Francisco de Asís Cambó en acheta trois aux héritiers de Joseph Spiridon puis en 1941 en fit don au musée du Prado. Le quatrième, appelé  « banquet nuptial », perdu de vue depuis des siècles, réapparaît à Florence en avril 2004, à l'occasion d'une exposition Botticelli-Filippino Lippi au Palazzo Strozzi et n'aurait jamais quitté sa demeure originelle du palais Pucci.

## Thème
La nouvelle de Nastagio degli Onesti fait partie de la huitième nouvelle de la cinquième journée du Décaméron de Boccace écrit entre 1348 et 1351, intitulée « L'Enfer pour les amoureux cruels » dédiée aux amours d'abord malheureuses puis se terminant de manière heureuse.
Le premier épisode se situe dans une pinède près de Ravenne, ville où se déroule l'histoire et montre Nastagio qui, après avoir quitté la ville après sa désillusion amoureuse, erre solitaire et triste et se trouve soudainement en présence d'une femme poursuivie par un cavalier et par ses chiens qui la déchirent de leurs crocs malgré sa tentative de la défendre.

## Description
Sur un premier plan d'une forêt aux troncs aux fûts verticaux, sur la gauche on aperçoit quelques tentes et Nastagio, avec son pantalon rouge, chapeau noir avec un ruban noir au bout blanc passant sur son torse,  avec ses amis qui lui conseillent de quitter la ville pour un certain temps ; plus à droite et plus rapproché Nastagio est de nouveau représenté errant dans la forêt puis, une nouvelle fois, essayant de chasser à l'aide de son bâton les chiens qui déchirent la femme mi-nue, poursuivie par un impétueux cavalier portant une cuirasse dorée, une cape rouge et brandissant une épée, venant sur la droite du tableau. 
Le tableau présente dans un même espace pictural plusieurs scènes dont le déroulement est successif, nécessitant des dédoublements du personnage Nastagio représenté trois fois.  Un mouton blanc broute paisiblement le sol et, vers la gauche, deux petits lapins blancs gambadent. En arrière-plan, apparaît en fond un plan d'eau avec quelques navires, se perdant au loin entre des montagnes ressemblant à des cônes volcaniques, dans une clarté dégradée de perspective atmosphérique.

## Analyse
Botticelli reste fidèle aux détails de Boccace : dans la scène Nastagio a bien un bâton, la femme est bien nue, seul le chien (et non plusieurs comme dans le texte de Boccace) lui mord la fesse plutôt que le flanc. L'histoire est essentiellement païenne. 
La critique est unanime quant à l'attribution de la conception des quatre scènes à Botticelli, mais concernant l'exécution elle considère qu'elle a été en partie confiée à ses assistants, en particulier Bartolomeo di Giovanni pour les trois premières scènes et Jacopo del Sellaio pour la dernière.
Les compositions des quatre tableaux comportent une agréable harmonie spatiale, les couleurs sont vives et la composition naturelle est mesurée. Le caractère narratif est renforcé par la façon médiévale de faire figurer des éléments consécutifs de l'histoire sur le même tableau. 
Le dramatique est associé à l'élégance formelle de figurines élancée, avec les mouvements gracieux des personnages et des animaux, dans une sorte d'atmosphère mêlant fable et réalité.